# Василівка (Запорізький район)
Васи́лівка — село в Україні, у Запорізькому районі Запорізької області. Входить до складу Павлівської сільської громади. До 2016 село підпорядковувалось Семененківській сільській раді.
Площа села — 44,8 га. Кількість дворів — 26, кількість населення на 01.01.2007 р. — 50 осіб.

## Географія
Село Василівка знаходиться на лівому березі річки Солона, вище за течією на відстані 2,5 км розташоване село Першозванівка, нижче за течією на відстані 1 км розташоване село Семененкове, на протилежному березі — село Значкове. Річка в цьому місці пересихає, на ній зроблено кілька загат.
Село розташоване за 13 км від міста Вільнянськ, за 39 км від обласного центру. Найближча залізнична станція — Значкове — знаходиться за 4 км від села.

## Історія
С. Василівка (раніше Ковтуново) було засноване в середині XIX ст., землі належали поміщику Ковтуну; тут були розселені селяни-кріпаки.
7 (20) листопада 1917 року, відповідно до Третього Універсалу Української Центральної Ради, увійшло до складу Української Народної Республіки.
Внаслідок поразки Перших визвольних змагань село надовго окуповане більшовицькими загарбниками.
У 1930 р. в селі було організовано сільськогосподарську артіль «Броненосець Потьомкін».
В 1932–1933 селяни пережили сталінський геноцид[джерело?].
З 24 серпня 1991 року село входить до складу незалежної України.
12 червня 2020 року, відповідно до розпорядження Кабінету Міністрів України № 713-р «Про визначення адміністративних центрів та затвердження територій територіальних громад Запорізької області», село увійшло до складу Павлівської сільської територіальної громади.
19 липня 2020 року, в результаті адміністративно-територіальної реформи та ліквідації Вільнянського району, село увійшло до складу новоутвореного Запорізького району.

## Населення

### Мова
Розподіл населення за рідною мовою за даними перепису 2001 року:
| Мова       | Кількість | Відсоток |
| ---------- | --------- | -------- |
| українська | 52        | 85.25%   |
| російська  | 8         | 13.11%   |
| вірменська | 1         | 1.64%    |
| Усього     | 61        | 100%     |

## Відомі люди
С. Василівка — батьківщина Героя Радянського Союзу Павла Павловича Калюжного.